# Josef Bohuslav Foerster
Josef Bohuslav Foerster (Praag, 30 december 1859 – Nový Vestec, 29 mei 1951) was een Boheems componist, muziekpedagoog, muziekcriticus en schrijver.

## Levensloop

### De muzikale traditie in de familie
Josef Bohuslav Foerster is afkomstig uit een familie met een lange muzikale traditie. Zijn vader Josef Foerster (1833-1907) was een belangrijke figuur in het muzikale leven van Praag. Hij was vooral bekend als dirigent van het kerkkoor svatého Vojtěch (Sint Adalbert), die tot doel had de (gezongen) kerkmuziek te hervormen. In 1887 werd hij benoemd tot kapelmeester aan de Sint-Vituskathedraal. Verder was hij docent aan het Učitelském ústavu (Leraren College instituut) en aan het Prager Konservatorium later genaamd Státní konservatori hudby v Praze (Conservatorium) te Praag. Als componist was Josef Foerster vooral bekend als schrijver van orgelwerken. Josef Foerster werd voor zijn muzikale verdiensten in de Academie van Wetenschappen gekozen. Josef Bohuslav Foersters moeder, Maria Hladíkova (1838-1878), had ook een muzikale opleiding, en gaaf haar vakbekwaamheid aan alle kinderen (Josef Bohuslav, Maria, Anna, Victor en Bozena). De jongere broer van Josef Bohuslav, Victor Foerster, was een Tsjechisch kunstschilder en mozaïeklegger.

### Vroege studies (1859-1882)
Josef Bohuslav groeide op in een harmonieus gezin ondergedompeld in de kunst en muziek. Vader wilde zijn kinderen zo goed mogelijk een professionele muziekopleiding geven. Op negenjarige leeftijd kreeg kreeg Josef Bohuslav pianolessen bij Celestýna Müller. Zijn grootvader uit Osenice leerde hem cello en bij J. Cainer kreeg hij orgelles. Tussen 1871 en 1875 ging hij op de middelbare school en vanaf 1875 op het gymnasium in Praag, waar de basis gelegd werd voor zijn all-round opleiding en zijn interesse in literatuur en schilderkunst. Vandaar kwam ook zijn bewondering voor het werk van Josef Václav Sládek, die hij het hele leven bewaarde. Voordat hij zijn diploma's aan het gymnasium aflegde werd hij diep getroffen van de dood van zijn geliefde moeder. Dit trieste gebeurtenis is waarschijnlijk terug te vinden in de fundamentele sfeer en het karakter van het vroege werk van Josef Bohuslav Foerster. Na het bereiken van zijn diploma's (1878) begint hij op wens van zijn vader scheikunde te studeren aan een Duitse technische hoge school, maar zijn persoonlijkheid legt steeds meer nadruk op de muziek. In oktober 1879 besliste hij definitief muziek te studeren en studeerde eerst aan een orgelschool. Aldaar is hij leerling van Ad. Průchy, Fr. Blažka en van directeur František Zdeněk Skuherský. Na drie jaar is hij afgestudeerd met een zeer positieve beoordeling van de school.

### Creatieve periode (1882-1893)

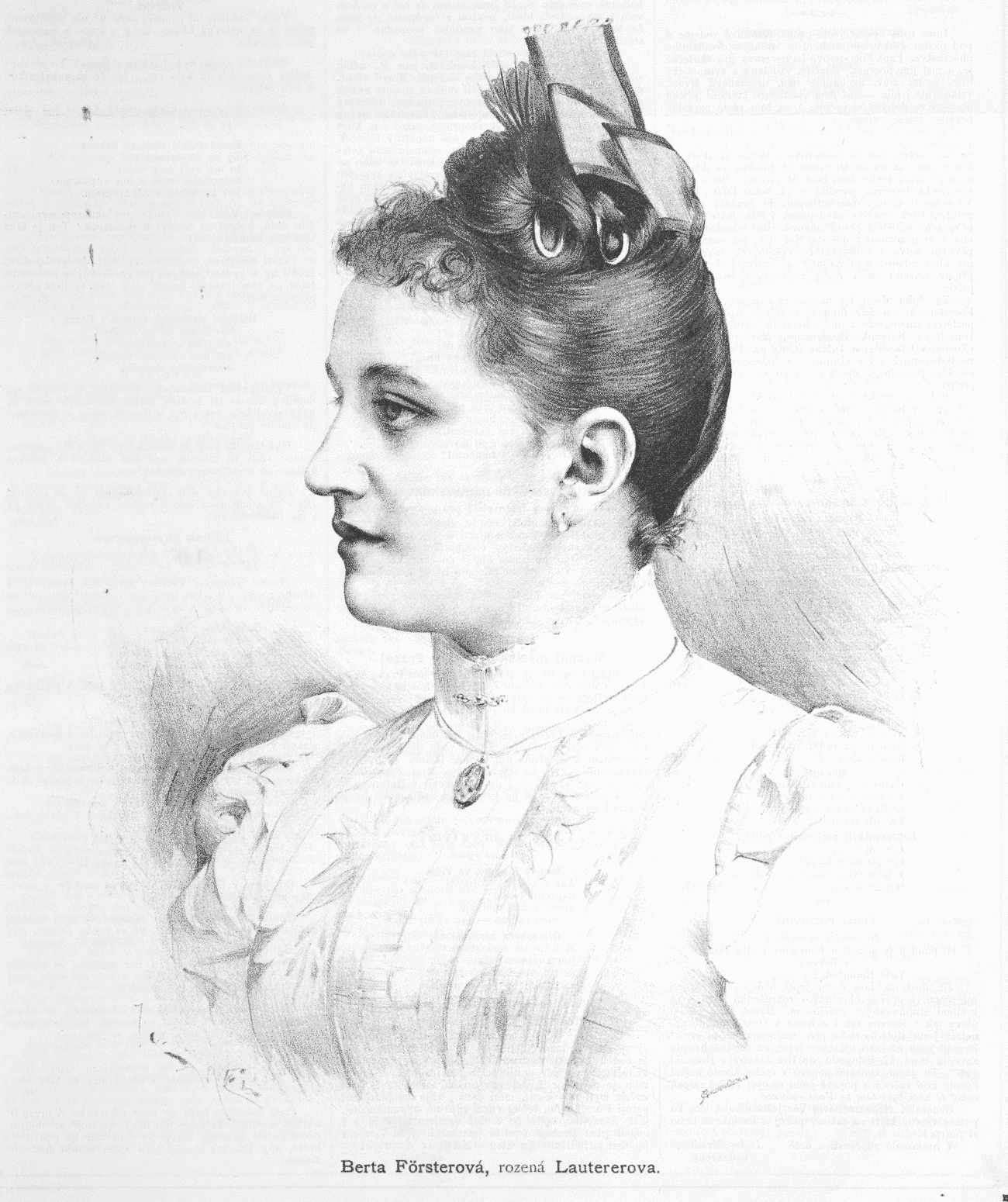
Berta Foersterová-Lautererová (1889)

Spoedig na zijn afstuderen werd Foerster aangenomen als organist aan de sv. Vojtěch (Sint Adalbert) kerk (1882-1888) in Praag. Vervolgens was hij docent voor zang aan het Městském malostranském a smíchovském reálném gymnáziu (Stedelijk gymnasium Smíchov) (1885-1886). Van 1889 tot 1892 werkte hij als koordirigent aan de Maria Sneeuwkerk. Tussen 1884 en 1892 vestigde hij aandacht op zich als recensent van de Nationale pers in zijn pogingen tot bevordering van de Werken van Bedřich Smetana en de bestrijding van de veristische opera's van het Nationaal Theater. Dit werd op de voet gevolgd door de gebeurtenissen rond de uitvoering van de eerste Tsjechische opera, met zijn interesse voor het buitengewone talent van de jonge sopraan Berta Lautererová. De liefde was zo groot, dat zij op 1 september 1888 samen trouwden. 
Zijn eerste compositie uit 1878 was een lied voor zijn moeder. In de periode van 1878 tot 1893 omvat zijn oeuvre bijna alle muzikale genres. Alhoewel die genres relatief gelijkmatig vertegenwoordigd zijn, heeft de instrumentale muziek de overhand. In deze periode schreef hij het 1e (1888) en 2e strijkkwartet (1893), het 1e pianotrio (1883), de 1e symfonie (1888) en de 2e symfonie (1893). Van zijn vocale en instrumentale werken verdienen bijzondere aandacht zijn Stabat Mater (1892) en de opera Debora (1891). Hij schreef ook koorwerken, liederen en verdere kerkmuziek.

### De tijd in Hamburg (1893-1903)
In 1893 begint een nieuwe fase in zijn leven en zijn compositorisch werk. Zijn vrouw kreeg een aanstelling aan het stedelijk theater in Hamburg en werd vanaf 1 september 1893 permanent lid. In november van dat jaar vertrekt ook Josef Bohuslav Foersten naar Hamburg om te werken als componist, muziekleraar en muziekcriticus. Als muziekcriticus werkt hij voor de dagbladen Hamburger Freie Presse en later ook voor de Hamburger Nachrichten. Vanaf 1901 was hij docent voor piano aan het conservatorium. In Hamburg ontmoette hij Gustav Mahler, die van 1891 tot 1897 dirigent was van het orkest van het stedelijk theater, nu: Hamburgische Staatsoper. Beide waren sindsdien vriendschappelijk eng verbonden. 
In deze periode schreef hij beduidend minder instrumentale werken, en krijgen de compositie van liederen meer voorkeur. In Hamburg schreef hij zijn liederencycli, zoals Liederen van de lente en de herfst (1896-1898), De Liefde (1899-1900). Aan instrumentale werken schreef hij zijn 3e symfonie (1894), het symfonisch gedicht Cyrano de Bergerac (1903) en het 2e pianotrio (1894). Verder ontstonden in deze periode de opera Eva (1897) en negen mannenkoren (1894-1897).

### In Wenen (1903-1918)
Naar tien jaar verblijf in Hamburg wilde Foerster terug naar Bohemen te gaan. Maar opnieuw koos zijn vrouw Berta een nieuw verblijf door een engagement aan de Weense Staatsopera. In 1903 vertrokken zij naar Wenen. Net als in Hamburg kon hij ook in Wenen als hoogleraar werken aan het nieuwe conservatorium en eveneens als muziekcriticus bij het dagblad Die Zeit. Vanzelfsprekend werkte hij ook als componist. Een belangrijke mijlpaal voor de componist was de viering van zijn 50e verjaardag in Wenen. Bij deze gelegenheid werd het boek van Zdeněk Nejedlý gepubliceerd, dat grote aandacht aan het compositorische oeuvre van Foerster schonk. Verder was Oskar Nedbal toen dirigent van het Wiener Tonkünstler Orkest en hij heeft met het uitvoeren van werken van Foerster een belangrijk aandeel in de bevordering van diens oeuvre. Deze activiteiten hebben ertoe geleid, dat de populariteit en algemene bekendheid van Foerster spoedig toenam. In Wenen heeft Foerster samengewerkt met de plaatselijke Tsjechische minderheid en lezingen gehouden over muziek. 
De Weense periode, vooral de eerste helft, wordt beschouwd als de grootste creatieve tijd van Foerster. De bekendste werken uit deze tijd zijn de 4e symfonie "Veliká noc (Paasavond)" (1904-1905), het symfonisch gedicht Legenda o štěstí (De legende van het Geluk) (1909), Lente en het verlangen (1912), 3e strijkkwartet (1907), het 1e vioolconcert (1910) en de pianocyclus Erotovy masky (1912). Hij schreef verder de opera's Jessika (1904) en Nepřemožení (1917), der lidercycli Milostné písně (Liefdesliederen) (1914), Čisté jitro - (Mooie morgen) (1914-1918), Pohádka o dlouhé touze (1910) en Písně na slova Karla Hynka Máchy (Liederen op teksten van Karel Hynk Macha (1909). Ook voor koor schreef hij in Wenen een cyclus Mrtvým bratřím (Broeders dood) (1918).

### Terug naar de bakermat... (1918 - 1951)
Na de oprichting van het onafhankelijke Tsjecho-Slowakije kwam Foerster in 1918 terug naar Praag. Hoewel hij een erkend en geëerd componist is, wordt in Praag bijvoorbeeld het nationale karakter van zijn muziek betwijfeld. Aan de andere kant begon zich een groep van enthousiastelingen te vormen, die publicatie van het oeuvre van Foerster wilden bewerkstelligen. Tot deze groep behoorden onder anderen Otakar Jeremiáš en Otakar Ostrčil. In 1919 werd een gezelschap ter promotie van Foerster opgericht, die vooral met de uitgaven van Foersters werken bezig was. Om de zeventigste verjaardag van Foerster te vieren, werd een reeks van vijf concerten gepland. Otakar Ostrčil was toen dirigent van het orkest en directeur van het Nationaal Theater en zette de Tsjechische opera's van Foerster op het programma. 
Naast zijn werkzaamheden als componist was Foerster ook docent. In 1919 werd hij professor aan het Státní konservatori hudby v Praze (Conservatorium) van Praag en tussen 1922 en 1931 doceerde hij aan de Akademie múzických umení v Praze (Academie voor muziek) (AMU) in Praag. Drie keer werd hij verkozen als rector van het conservatorium in de jaren 1922-1923, 1928-1929, 1929-1930. Hij doceerde ook aan de Karelsuniversiteit Praag (1920-1936) en werd eredoctor van de Karelsuniversiteit op 27 november 1919. In mei 1931 werd hij benoemd tot president van de Tsjechische Academie van de Wetenschappen en bleef in deze functie tot 1939. Op 23 november 1945 werd hij als Nationaal Artiest onderscheiden. Op tachtigjarige leeftijd trok hij zich terug in zijn privéleven en wijdde zich uitsluitend nog aan het componeren. 
In de laatste creatieve periode van zijn leven richtte hij zich als componist vooral op koorwerken. Dit leidde ertoe dat Foerster - ten onrechte - vooral als een componist van muziek voor koren bekend gebleven is.

## Composities

### Werken voor orkest

#### Symfonieën
- 1887-1888 Symfonie nr. 1 in d klein, op. 9
- 1892-1893 Symfonie nr. 2 in F groot, op. 29
- 1894-1895 Symfonie nr. 3 in D groot "Život (Het leven)", op. 36
- 1904-1905 Symfonie nr. 4 in c klein "Veliká noc (Paasavond)", op. 54
- 1924-1929 Symfonie nr. 5 in d klein, op. 141

#### Concerten voor instrumenten en orkest
- 1910 Concert nr. 1 in c klein, voor viool en orkest, op. 88
- 1918-1926 Concert nr. 2 in d klein, voor viool en orkest, op. 104
- 1930 Concert, voor cello en orkest, op. 143

#### Symfonische gedichten
- 1900 Mé mládí (Mijn jeugd), symfonisch gedicht, op. 44
- 1903 Cyrano de Bergerac, symfonisch gedicht, op. 55
- 1909 Legenda o štěstí (De Legende van het geluk), symfonisch gedicht, op. 83
- 1912 Jaro a touha (Lente en verlangen), symfonisch gedicht, op. 93

#### Andere werken voor orkest
- 1884 Slavische fantasie
- 1884 V horách (In de bergen), op. 7
- 1891 Suite in c klein
- 1895 Tragische ouverture, op. 58
- 1903 Večer v Belmontu ('s avonds in Belmont), op. 59
- 1907 Slavnostní předehra (Feestelijke ouverture), op. 70
- 1908-1909 Suita ze Shakespeareho (Suite naar Shakespeare), op. 76
- 1911 Jaro (Lente), op. 84
- 1923 Jičínská Suite, op. 124

### Missen en andere kerkmuziek
- 1891-1892 Stabat Mater, op. 56
- 1913-1916 Pět mužských sborů na církevní texty (Vijf mannenkoren op religieuze teksten), op. 94
- 1919 Česká píseň mešní, op. 119
- 1923 Glagolská mše (Glagolitische mis), op. 123
- 1923-1924 Duchovní písně (Geestelijke Liederen), op. 125
- 1925-1926 Missa in honorem s. Francisci Assisiensis, op. 131
- 1931 Te Deum, op. 146
- 1932 Písně k sv. patronům českým (Liederen voor de Heilige Tsjechische patronen), op. 68
- 1936 Hymnus k Panně Marii (Hymne aan de Maagd Maria), op. 157
- 1940 Missa in honorem Sanctissimae Trinitatis, op. 170
- 1941 Smuteční písně (Treurliederen), op. 168
- 1947 Missa in honorem S. Adalberti, op. 188
- 1948 Missa in honorem Beatae Mariae Virginis, op. 185

### Cantates en oratoria
- 1928 Svatý Václav (De heilige Wenceslaus), oratorium
- 1936 Máj, cantate, op. 159
- 1944-1945 Kantáta 1945 (Cantate 1945), op. 187

### Muziektheater

#### Opera's
| Voltooid in | titel                     | aktes                           | première                                             | libretto                                                           |
| ----------- | ------------------------- | ------------------------------- | ---------------------------------------------------- | ------------------------------------------------------------------ |
| 1890-1891   | Debora, op. 41            | 3 bedrijven                     | 27 januari 1893, Praag, Nationaal Theater            | Jaroslav Kvapil naar Salomon H. Mosenthal                          |
| 1895-1897   | Eva, op. 50               | 3 bedrijven                     | 1 januari 1899, Praag, Nationaal Theater             | naar het drama "Die Witwe eines Lebenden" van Gabriela Preissová   |
| 1902-1904   | Jessika, op. 60           | 3 bedrijven                     | rev. versie: 16 april 1905, Praag, Nationaal Theater | Jaroslav Vrchlický naar William Shakespeares "Koopman van Venetië" |
| 1917        | Nepřemožení, op. 100      | 4 bedrijven                     | 19 december 1918, Praag, Nationaal Theater           | van de componist                                                   |
| 1921-1922   | Srdce (Het hart), op. 102 | Proloog, 2 bedrijven en epiloog | 15 november 1923, Praag, Nationaal Theater           | van de componist                                                   |
| 1935-1936   | Bloud (De gek), op. 158   | zeven scènes                    | 28 februari 1936, Praag, Nationaal Theater           | van de componist                                                   |

#### Toneelmuziek
- 1890-1895 Faustulus, op.  31
- 1897 Princezna Pampeliška
- 1897 Amarus, op.  30a
- 1901 Šípková Růženka, op. 64
- 1905 Noorse Ballade, op. 40b
- 1906 Trilogie o Simsonovi, op. 62
- 1922 Večer Tříkrálový, op. 116e
- 1927 Julius Caesar, op. 116f
- 1934 Kerstromance, op. 155
- 1940 Zigeunerkind, op. 162B

### Werken voor koor
- 1885 Tři dvojzpěvy (Drie duetten), op. 82
- 1889 Hymnus andělů (Hymne van de Engelen), op. 13
- 1890 Česká píseň (Tsjechische liederen), op. 30b
- 1894-1897 Devět mužských sborů (Negen mannenkoren), op. 37a (47),
- 1898 Skon (Dood), op. 77b
- 1901 Modlitba na moři (Gebed op zee), op. 71
- 1901-1907 Šest mužských sborů (Zes mannenkoren), op. 63
- 1909 Jarní noc (Lentenacht), op. 77b
- 1910-1921 Devět mužských sborů (Negen mannenkoren), op. 102
- 1911 Most vzdechů (Brug der Zuchten), op. 87 II
- 1913 Čtyři bohatýři (Vier krijgers), op. 117
- 1918 Mrtvým bratřím "Mortius fratribus" (Broeders dood), liederencyclus, op. 108
- 1919-1920 Co podzim dal (Als de herfst gaf), op. 110
- 1920-1921 Vzhůru, spáči! (Up, slaapkop!), op. 112
- 1920-1923 Zpěvy večera (Liederen van de avond), op. 114a
- 1925-1944 Dvanáct sborů pro mužské hlasy na básně J. V. Sládka (Twaalf koren voor mannenstemmen op gedichten van Josef Václav Sladek), op. 171
- 1927-1928 Oblačný pták, op. 134
- 1930-1931 Sborové písně (Koorliederen), op. 145
- 1932 Matičce, op. 164
- 1934 Sluncem a stínem (Zon en schaduw), op. 118
- 1939 Tři sbory pro ženské hlasy a klavír (Drie koren voor vrouwenstemmen en piano), op. 178
- 1944 Píseň bratra Slunce (Zonnelied), op. 173

### Vocale muziek

#### Liederencycli
- 1886-1888 Písně jarní a podzimní - (Liederen van de lente en de herfst), liederencyclus, op. 11
- 1899-1900 Láska (Liefde), liederencyclus, op. 46
- 1914 Milostné písně (Liefdesliederen van Rabindranath Tagore), liederencyclus, op. 96
- 1914-1918 Čisté jitro (Mooie morgen), liederencyclus, op. 107

#### Liederen
- 1882 Pět písní ve slohu národním - (Vijf liederen in de nationale stijl), voor bariton en piano, op. 2
- 1888 Petrklíče (Primrose), op. 12
- 1895 Čtyři písně (Vier liederen), op. 22
- 1895 Tři písně (Drie liederen), op. 27
- 1896 Polní květy (Veldbloemen), op. 26
- 1897-1898 Zpívající noc (Zingen in de nacht), op. 127
- 1900 Zářivé dni (Stralende dag), op. 69
- 1909-1910 Písně na slova K. H. Máchy (Liederen op teksten van Karel Hynk Macha), op. 85
- 1910 Pohádka o dlouhé touze (Een lang verhaal over verlangen), op. 101
- 1924 Kvetoucí magnólie (Bloeiende magnolia), op. 132
- 1932-1940 Šest zpěvů (Zes liederen), op. 142
- 1937 Šest písní na básně Puškinovy (Zes liederen op gedichten van Poesjkin), op. 161
- 1938 Tři zpěvy s orchestrem (Drie orkestliederen), op. 181
- 1941-1942 Šest písní na slova českých básníků (Zes liederen naar woorden van Tsjechische dichters), op. 165a
- 1943 Poslední písně F.X.Svobody (Laatste liederen op teksten van F.X. Svoboda), op. 180
- 1945-1946 Rozmarných písních s průvodem klavíru (Rozmarnych liederen met piano begeleiding), op. 184
- 1946 U bran štěstí (Aan de poorten van het geluk), op. 186
- 1948 Písně červnových dnů (Liederen van de dagen in juni), op. 189

### Kamermuziek
- 1883 Pianotrio nr. 1 in f klein, op. 8
- 1886 Strijkkwintet, op. 3
- 1888 Strijkkwartet nr. 1 in E groot, op. 15
- 1889 Sonate in b klein, voor viool en piano, op. 10
- 1893, rev.1922 Strijkkwartet nr. 2 in D groot, op. 39
- 1894 Pianotrio nr. 2 in Bes groot, op. 38
- 1897 Prinses madeliefje, suite voor viool en piano, op. 35
- 1898 Sonate nr. 1 in f klein, voor cello en piano, op. 45
- 1907/1913 Strijkkwartet nr. 3 in C groot, op. 61
- 1909 Blaaskwintet in D groot, op. 95
- 1914 Ballade, voor viool en piano, op. 92
- 1919-1921 Pianotrio nr. 3 in a klein, op. 105
- 1925 Fantasie, voor viool en piano, op. 128
- 1926 Sonate nr. 2, voor cello en piano, op. 130
- 1928 Pianokwintet, voor piano en strijkkwartet, op. 138
- 1931 Nonet in F groot, voor dwarsfluit, hobo, klarinet, fagot, hoorn, viool, altviool, cello en contrabas, op. 147
- 1934 2 Impromptus, voor viool en piano, op. 154
- 1940 Zbirožská suita (Zbiroh-Suite), voor altviool en piano, op. 167
- 1943 Sonata quasi una fantasia, voor viool en piano, op. 177
- 1944 Strijkkwartet nr. 4 in F groot, op. 182
- 1944 Malá suita (Kleine suite), voor twee violen, op. 183a
- 1951 Strijkkwartet nr. 5 "Vestecký" in F groot

### Werken voor piano
- 1885 Allegro a Scherzo, op. 5
- 1885 Miniatury (Miniaturen), op. 17
- 1887 Jarní nálady, op. 4
- 1890 Listy z mého deníku (Bladen uit mijn dagboek), op. 18b
- 1898 Snění (Dromen), op. 47
- 1902 Růže vzpomínek (Rose herinneringen), op. 49
- 1904 Hudba večera (Avondmuziek), op. 79
- 1905 A jabloně kvetly (En appelbloesem), op. 52
- 1906 Taneční skicy (Dans schetsen), op. 48
- 1907-1909 Imprese (Impressies), op. 73
- 1908-1909 Skladby pro mého synáčka (Muziek voor mijn zoon), op. 72
- 1912 Erotovy masky, op. 98
- 1926 Osenická suita, op. 129
- 1927 Črty uhlem (Houtskooltekeningen), op. 136
- 1939 Den (Dag), op. 153b

## Publicaties
- Der Pilger - Erinnerungen eines Musikers, Prag, 1955.